# Korona Protektoratu Czech i Moraw
Korona Protektoratu Czech i Moraw (czes. Protektorátní koruna) była walutą na terenie Protektoratu w czasie II wojny światowej w latach 1939–1945. Dzieliła się na 100 halerzy.
Korona Protektoratu została wprowadzona w miejsce zlikwidowanej korony czechosłowackiej. 1 Reichsmarka = 10 koron Protektoratu = 10 koron słowackich = 10 koron czechosłowackich.
Początkowo do obiegu trafiły bardzo podobne do swoich czechosłowackich odpowiedników monety o nominałach 10, 20 i 50 halerzy, a także 1 korony.
Pierwszymi banknotami Protektoratu były te jedno- i pięciokoronowe banknoty czechosłowackie podpieczętowane nazwą „Protektorat Czech i Moraw”. Następnie pojawiły się banknoty o nominałach 1, 5, 50 i 100 koron. 10 koron pojawiło się w obiegu w 1942, a 20 w 1944. Narodowy Bank wypuścił banknoty 100-u i 500 koronowe w 1942, a rok później pojawiły się przedrukowane czechosłowackie banknoty o nominale 5000 koron. Następnego roku banknoty te zamienione zostały przez oficjalne banknoty Protektoratu.

## Galeria

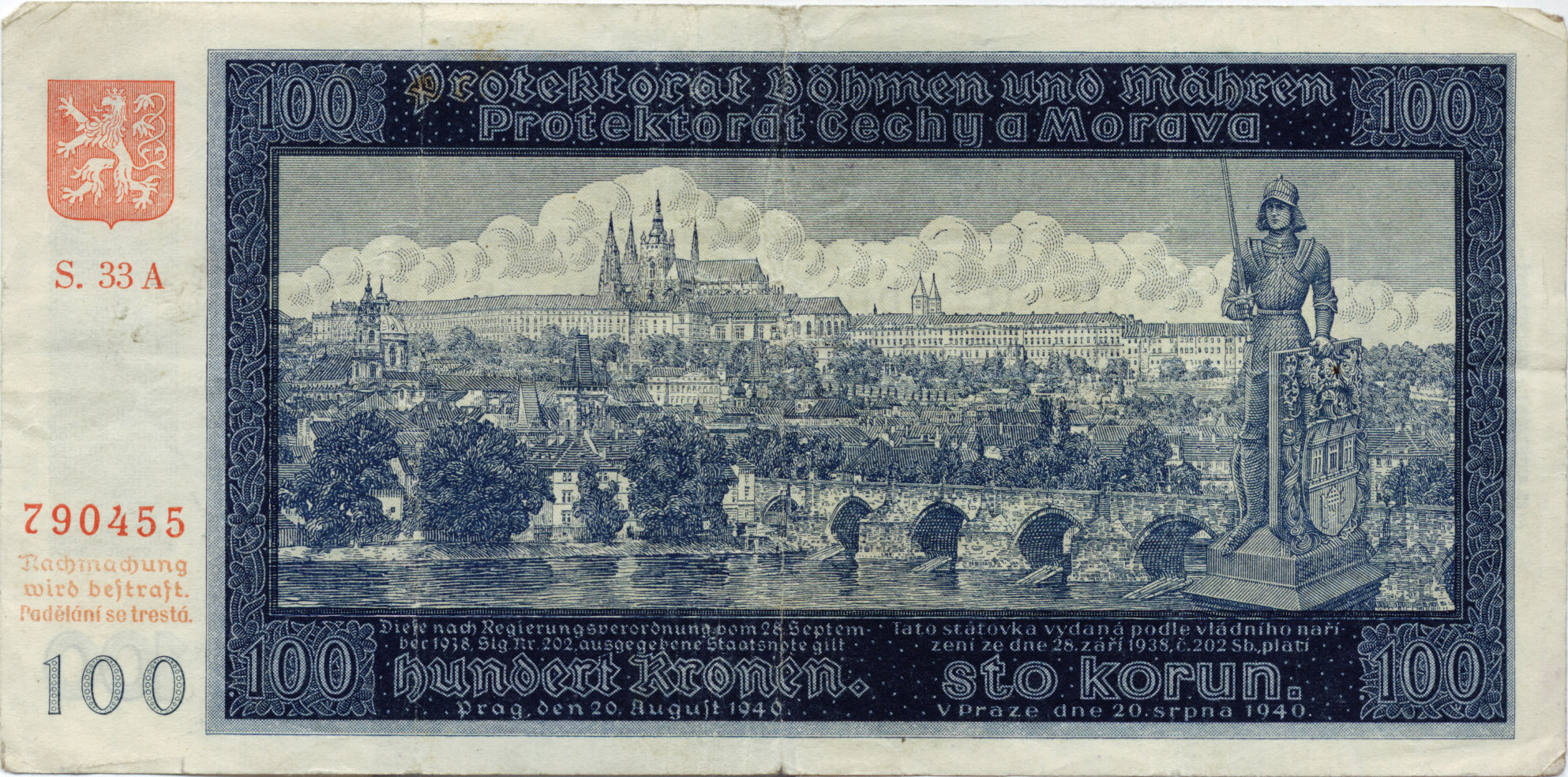
Banknot o nominale 100 koron